# 蒲田保
蒲田 保（かばた たもつ、1906年10月23日 - 没年不明）は、京都府出身の政治家。竹野郡間人町長・丹後町長。

## 経歴
- 1906年（明治39年）10月23日 - 京都府竹野郡丹後町間人にて出生。間人には蒲田と書いて「かばた」と読む姓が多い。
- 旧制同志社高等商業学校を卒業[1]。
- 1946年（昭和21年） - 株式会社蒲田商店社長に就任[1]。
- 1948年（昭和23年） - 間人町長に就任[1]。2期を務める[1]。
- 1959年（昭和34年）2月 - 第2代丹後町長に就任。初代町長は野木善保。
- 時期不明 - 丹後町長を退任。
- 時期不明 - 死去。

## 役職
- 京都府町村会 副会長[1]
- 京都府道路協会 会長
- 京都府海岸協会 会長
- 全国簡水協会 副会長[2]
- 京都府育友会連合会 副会長[1]
- 京都府資産管理組合 組合長[1]
- 全国豪雪対策協議会 理事[1]
- 丹後半島観光開発協議会 会長[1]